# 진안차오 댐
진안차오 댐(중국어: 金安桥水库)은 중화인민공화국 윈난성 리장시에서 25km 떨어진 진사강 위에 지어진 콘크리트 댐이다. 이 댐의 목적은 수력 발전 및 홍수 통제이다.

## 건설
진안차오 프로젝트는 2003년 8월 승인을 받았으며 건설은 2005년에 시작되었다. 그해 12월 강의 방향이 바뀌어 실제 댐의 건설은 2006년 1월 시작되었다. 2007년 2월, 출토 후 콘크리트 붓기 과정이 시작되었다. 2010년 6월, 이 댐의 최초의 발전 설비가 운영하기에 이르렀으며 마지막 발전 설비는 2011년에 이루어졌다.

## 설계
이 댐의 높이는 160미터, 길이는 640미터이며 3,920,000 m3의 RCC(Roller-compacted concrete) 공법으로 건조되었다.